# Ronco all'Adige
Ronco all'Adige är en ort och kommun i provinsen Verona i regionen Veneto i Italien. Kommunen hade 6 019 invånare (2018).